# Paramatachia tubicola
Espèce
Synonymes
- Neomatachia tubicola Hickman, 1950

Paramatachia tubicola est une espèce d'araignées aranéomorphes de la famille des Desidae.

## Distribution
Cette espèce est endémique d'Australie. Elle se rencontre en Australie-Méridionale et Tasmanie.

## Publication originale
- Hickman, 1950 : Araneae from Reevesby Island, South Australia. Proceedings of the Royal Society of Victoria, (N.S.) vol. 60, p. 1-16.